# Histoire de la recherche, de la découverte et de l'exploitation de la houille dans le Hainaut français, dans la Flandre française et dans l'Artois, 1716-1791
Histoire de la recherche, de la découverte et de l'exploitation de la houille dans le Hainaut français, dans la Flandre française et dans l'Artois, 1716-1791 est un ouvrage en trois tomes publiés en 1847, 1848 et 1850 par Édouard Grar dont le sujet est l'exploitation de l'actuel bassin minier du Nord-Pas-de-Calais, alors limité au valenciennois, au XVIIIe siècle, de 1716, qui correspond à l'arrivée de Jean-Jacques Desandrouin en France et la création avec Pierre Taffin et d'autres de la Société Desaubois, avec l'ouverture infructueuse des trois premières fosses, jusqu'à 1791, qui correspond à la Révolution française.
Cet ouvrage obtient en 1855 une mention honorable à l'Académie des sciences et de nombreux travaux d'histoire et d'économie rurale.

## Description
Édouard Grar (1804-1878), alors quadragénaire, s'intéresse à l'exploitation de la houille dans l'actuel bassin minier du Nord-Pas-de-Calais, alors limité aux environs de Valenciennes, au XVIIIe siècle, de l'arrivée de Jean-Jacques Desandrouin qui fonde en 1716 avec Pierre Taffin et d'autres la Société Desaubois, et ouvre, sans succès les avaleresses Point du jour, du Moulin et Ponchelet à Fresnes-sur-Escaut et Escautpont. L'ouverture de ces trois fosses marque le début de l'exploitation minière dans l'actuel Nord-Pas-de-Calais, hors Boulonnais,. La période d'études s'achève en 1791, lors de la Révolution française.

### 1ertome
Le premier tome est publié en 1847. Il traite principalement du contexte historique et juridique dans lequel se trouve le valenciennois avant la découverte de la houille, puis après celle-ci. 
La première partie est divisée en cinq chapitres :
- Le chapitre Ier est consacré aux circonscriptions, anciennes et nouvelles, du Hainaut, de la Flandre et de l'Artois[B 6].
- Le chapitre II revient sur l'administration militaire, civile et judiciaire du Hainaut, de la Flandre et de l'Artois[B 7].
- Le chapitre III aborde les relations entre Valenciennes et les provinces belges aux XIe, XIIe, XIIIe et XIVe siècle.
- Le chapitre IV traite de relations entre Valenciennes et Anvers aux XVe, XVIe, XVIIe et XVIIIe siècle.
- Le chapitre V est consacré à la prevôté-le-comte, ou gouvernement de Valenciennes, au XVIIIe siècle, avant et après la découverte de la houille[B 7].

La deuxième partie est subdivisée en cinq chapitres également : le premier chapitre reprend les « considérations générales », il dresse un historique de la législations des exploitations minières depuis le droit romain. Les chapitres II et III s'intéressent aux législations sur les mines en général, de 1413 à 1548, puis de 1548 à 1601. Le chapitre IV, appelé comme le suivant troisième époque, indique la législation française pour les mines de métaux entre 1601 et 1744, tandis que le dernier chapitre s'intéresse au cas plus spécifique des charbonnages, sur la même période. 
La troisième partie est consacrée à la législation des mines de houille en France, de 1744 à 1791. Le chapitre Ier est la suite logique du dernier chapitre de la 3e partie, il traite de la législation de la quatrième époque (1744-1791), tandis que les chapitres II et III traitent des droits et usages dans chaque province. Enfin, le chapitre IV est la suite du Ier.
La quatrième partie a pour thème la législation des mines de houille en Hainaut, de 1534 à 1791. Le chapitre Ier reprend la première époque, de 1534 à 1666, soit avant la réunion ; le chapitre II la deuxième époque, de 1666 à 1744, après la réunion ; le chapitre III la troisième époque, de 1744 à 1791 ; le chapitre IV la même époque mais à partir de la fondation de la Compagnie des mines d'Anzin en 1757 ; et, enfin, le chapitre V, toujours la même époque, mais est axée sur les autres société, comme la Compagnie des mines d'Aniche et la Société Deulin.
La cinquième partie est axée sur les droits perçus sur la houille. Les chapitres Ier et II sont consacrés aux droits de traite sur les charbons entrant en France, entre 1664 et 1791, le chapitre III sur les droits divers aux entrées du Hainaut français et de la Belgique, le chapitre IV sur les observations et les réclamations relatifs aux droits de traite, et enfin, le chapitre V aux droits intérieurs.

### 2etome
Le second tome, publié en 1848, est plus spécifiquement consacré à l'historique de l'exploitation durant le XVIIIe siècle.
La première partie traite de la découverte de la houille dans le Hainaut impérial, à une date inconnue, et dans le Hainaut français, en 1720 (à la fosse Jeanne Colard de Fresnes-sur-Escaut) et en 1734 (à la fosse du Pavé d'Anzin). Le chapitre Ier revient sur la découverte de la houille en Belgique, et spécialement dans le Hainaut, puis l'exploitation dans ce secteur, en 1697. Le chapitre II revient sur la recherche, la découverte et l'exploitation du charbon à Fresnes-sur-Escaut, sur la période s'étalant de 1716 à 1735. Enfin, le chapitre III décrit les recherches en divers endroits du Hainaut français, la découverte de la houille grasse à Anzin, et l'ensemble des travaux de la Société Desandrouin-Taffin, de 1725 à 1735.
La deuxième partie traite de l'exploitation de la houille et des nouvelles découvertes dans le Hainaut français, sur une période s'étalant de 1735 à 1756. Le chapitre Ier décrit l'exploitation des fosses de Fresnes-sur-Escaut et d'Anzin, ainsi que l'ensemble des travaux de la Société Desandrouin-Taffin sur la même période. Le chapitre II détaille la recherche, la découverte et l'exploitation du charbon à Vieux-Condé par la Société Desandrouin-Cordier de 1741 à 1756. Le chapitre III revient sur les limites de la concession de Vieux-Condé et sur les méthodes employées pour écraser la concurrence. Le chapitre IV revient sur la recherche et la découverte de la houille dans le hameau de Saint-Waast à Valenciennes, puis sur la lutte des compagnies de Cernay et Desandrouin-Taffin, de 1752 à 1756.
La troisième partie décrit la création et le développement de la Compagnie des mines d'Anzin, sur une période allant de 1757 à 1791. Le chapitre Ier décrit la création de la Cie d'Anzin par la fusion des intérêts rivaux en 1757, tandis que le chapitre II détaille les concessions obtenues par la compagnie, l'achat des droits seigneuriaux, et les luttes à l'occasion de ces droits, de 1757 à 1791. Sur la même période d'étude, le chapitre III détaille les travaux, les produits et les dépenses de la Cie d'Anzin, et le chapitre IV ses débouchés, ses moyens de transport et ses bénéfices.
La quatrième partie détaille les travaux de la Cie d'Anzin, ses inventions, ses perfectionnements, et ses importations. Le chapitre Ier détaille le percement des puits et l'invention du cuvelage. Le chapitre II traite des travaux pour l'extraction, de l'aérage, du gaz hydrogène carboné et des machines. Le chapitre III revient sur la machine à vapeur, son introduction en France en 1732, et ses applications aux mines de 1732 à 1777.
La cinquième partie traite de la découverte et de l'exploitation de la houille en Hainaut et en Flandre en dehors des concessions de la Cie d'Anzin. Le chapitre Ier revient sur la recherche et la découverte de la houille dans le seigneurie de Mortagne par la Compagnie de Mortagne, de 1749 à 1791, tandis que le chapitre II traite de la recherche et de la découverte du charbon à Saint-Saulve par la Compagnie Martho de 1767 à 1791. Le chapitre III revient sur la recherche et la découverte de la houille à Aniche et ses environs de 1773 à 1778 par ce qui allait devenir la Compagnie des mines d'Aniche, tandis que le chapitre IV décrit la suite des travaux sur Aniche de 1779 à 1784, et sur l'exploitation de 1784 à 1791.
La sixième et dernière partie revient sur les tentatives inutiles pour découvrir le charbon en Hainaut, en Flandre et en Artois. Le chapitre Ier revient sur les recherches faites dans les terrains situés en rive droite de l'Escaut, en Hainaut et en Cambrésis. Le chapitre II liste les recherches effectuées dans les terrains compris entre la Scarpe et la Deûle et dans ceux situées sur les deux rives de la Scarpe, en Flandre et en Artois. Le chapitre III décrit la suite des recherches faites en deçà et au-delà de la Scarpe en Artois.
Finalement, un appendice décrit les mines du Boulonnais.

### 3etome

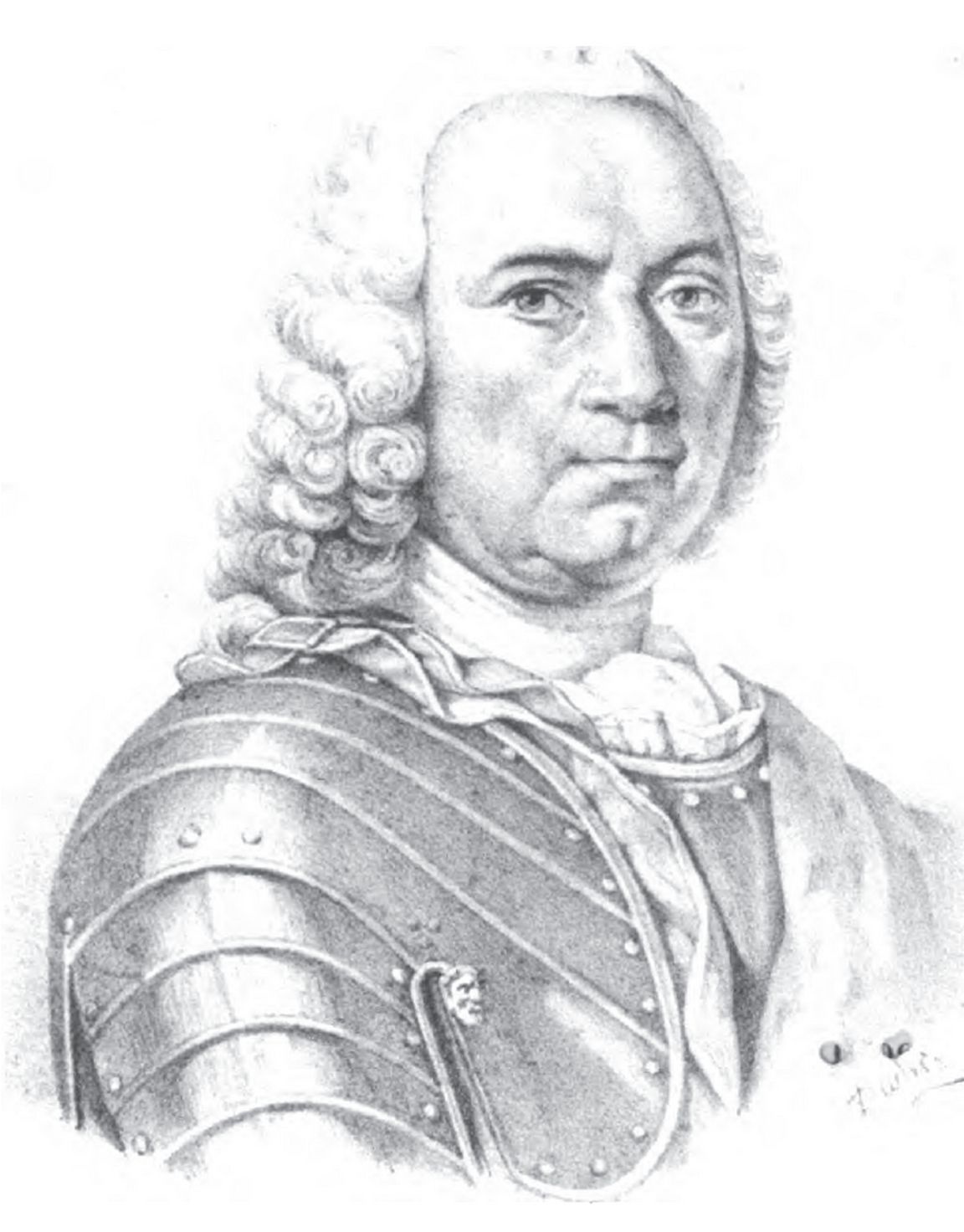
Portrait de Jean-Jacques Desandrouin, extrait du 3e tome.

Le troisième tome est le plus court des trois, il se décompose en deux parties.
La première partie est une suite de biographies des premiers entrepreneurs du charbon français : Jean-Jacques Desandrouin, Pierre Desandrouin-Desnoëlles, Pierre Taffin, Jacques, Pierre et Léonard Mathieu, Augustin-Marie Le Danois de Cernay, Pierre-Joseph Laurent, Emmanuel de Croÿ-Solre.
La seconde partie liste par ordre chronologique 288 pièces justificatives, étalées sur une période allant de 1413 à 1791,.

## Réception
L'ouvrage en trois tomes reçoit, en 1855, une mention honorable à l'Académie des sciences, et de nombreux travaux d'Histoire et d'économie rurale.